# مارك بلوخ
مارك بلوخ (بالألمانية: Mark Bloch)‏ هو فنان أداء ألماني، ولد في 23 يناير 1956.